# Милвийски мост
Милвийски мост (на италиански: Ponte Milvio; на латински: Pons Milvius) е мост над р. Тибър в Рим.
Познат е най-вече със състоялата се на него битка през 312 г. между император Константин Велики и Максенций.
Мостът е построен през 207 пр.н.е. като дървен мост с името Pons Milvius, понеже строителят е от gens Милвии. Цензор Марк Емилий Скавър подновява моста от 115 до 109 пр.н.е.
Мостът е дълъг 136 м и 8,75 м. широк. При моста Тибър е широк 124 м.